# Чемпионат России по боксу 2006
Чемпионат России по боксу 2006 года проходил в Ханты-Мансийске с 26 февраля по 5 марта.

## Медалисты
| Весовая категория | Золото                                            | Серебро                         | Бронза                                                          |
| ----------------- | ------------------------------------------------- | ------------------------------- | --------------------------------------------------------------- |
| до 49 кг          | Давид Айрапетян Ставропольский край, Магнитогорск | Сергей Казаков Димитровград     | Вячеслав Еремеев Уфа Ильгиз Махмутов Уфа                        |
| до 51 кг          | Георгий Балакшин Нижневартовск                    | Сергей Водопьянов Москва        | Александр Афанасьев Димитровград Магомед Абдулхамидов Махачкала |
| до 54 кг          | Али Алиев Каспийск                                | Рашит Фархетдинов Москва        | Илья Максимов Комсомольск-на-Амуре Артур Амбарцумян Сочи        |
| до 57 кг          | Альберт Селимов Каспийск                          | Афанасий Поскачин Якутск        | Сергей Игнатьев Новосибирск Артур Ганеев Златоуст               |
| до 60 кг          | Максим Игнатьев Новосибирск                       | Эдуард Амбарцумян Нижневартовск | Хабиб Аллахвердиев Махачкала Шафидин Аллахвердиев Махачкала     |
| до 64 кг          | Геннадий Ковалёв Челябинск                        | Олег Комиссаров Волгоград       | Александр Иванов Москва Алигаджи Магомедов Буйнакск             |
| до 69 кг          | Андрей Баланов Подольск                           | Батраз Баскаев Одинцово         | Алексей Астахов Ижевск Давид Арустамян Москва                   |
| до 75 кг          | Матвей Коробов Видное                             | Дмитрий Башкатов Иркутск        | Алексей Щербаков Новосибирск Даниил Швед Череповец              |
| до 81 кг          | Евгений Макаренко Нижневартовск                   | Артур Бетербиев Магнитогорск    | Михаил Гала Пермь Егор Мехонцев Асбест                          |
| до 91 кг          | Роман Романчук Мытищи                             | Евгений Романов Волгоград       | Абукар Дзангиев Назрань Рахим Чахкиев Назрань                   |
| свыше 91 кг       | Магомед Абдусаламов Хасавюрт                      | Нияз Файзулин Уфа               | Денис Сергеев Владимир Владислав Васильев Красноярск            |